# Зонтикоцветные
Зонтикоцветные (лат. Apiales) — по современной классификации APG IV порядок цветковых растений, насчитывающий 7 семейств, 512 родов и 5 999 ботанических видов. Порядок включается в дочернюю кладу Кампанулиды, последовательно входящую в более крупные клады Астериды → Суперастериды → Эвдикоты → Цветковые растения.

## Описание
Листья без прилистников.
Цветки мелкие, собраны в большинстве случаев (у семейства Зонтичные) в зонтики, или (у семейства Аралиевые) в щитки. Сам цветок правильный, обоеполый, с пятичленными или четырёхчленными кругами, околоцветник надпестичный: чашелистики весьма мелкие, в виде зубчиков; венчик свободнолепестный, в почкосложении створчатый; тычинки (5 или 4) в одном круге, пестик один, состоящий из 5 или 2 плодолистиков; завязь нижняя, а столбики свободные; вокруг основания столбиков развивается надпестичный медовиковый диск.
Число гнёзд в завязи равно числу плодолистиков; в каждом гнезде находится по одной висячей обратной семяпочке. Семя с большим белком (эндоспермом); зародыш небольшой, прямой.

## Классификация
Согласно системе APG III и системе APG IV в порядок включены 7 семейств:
- Apiaceae — Зонтичные — 448 родов, 3 931 вид
- Araliaceae — Аралиевые — 47 родов, 1 735 видов
- Griseliniaceae — Гризелиниевые, монотипное с 1 родом Гризелиния и 7 видами
- Myodocarpaceae — Миодокарповые — 2 рода, 15 видов
- Pennantiaceae — Пеннантиевые, монотипное с 1 родом Пеннантия и 3 видами
- Pittosporaceae — Смолосемянниковые, или Питтоспоровые — 10 родов, 298 видов
- Torricelliaceae — Торричеллиевые — 3 рода, 10 видов

### Таксономическое положение[1]
- Apiales Nakai, 1930, Hisi-Shokubutsu 58

Порядок Зонтикоцветные включается в кладу Кампанулиды, последовательно входящую в более крупные клады Астериды → Суперастериды → Эвдикоты → Цветковые растения. Кладограмма в соответствии с Системой APG IV:
|  |                          |  |                                   | порядок Зонтикоцветные |  | 7 семейств |  | 512 родов |  | 5 999 видов |
|  |                          |  |                                   | порядок Зонтикоцветные |  | 7 семейств |  | 512 родов |  | 5 999 видов |
|  | клада Цветковые растения |  |                                   |                        |  |            |  |           |  |             |
|  |                          |  |                                   |                        |  |            |  |           |  |             |
|  |                          |  | ещё 63 порядка цветковых растений |                        |  |            |  |           |  |             |
|  |                          |  |                                   |                        |  |            |  |           |  |             |